# Levin Adolph von Hake
Levin Adolph von Hake (* 21. Dezember 1708 in Diedersen; † 25. April 1771 in Hannover) war Königlicher Premier-Minister, Geheimer Rat, Hof-Richter und Consistorial-Präsident in Kurhannover und Erbherr auf den Familiengütern in Emmerthal-Ohr, Diedersen, Buchhagen und Dassel.

## Leben
Er stammte aus der Familie Hake. Seine Eltern waren Hermann Ludwig von Hake († 17. September 1739) und dessen Ehefrau Dorothea Sophie von Mengersen.
Er wurde zusammen mit seinem Bruder Christoph Achatz zu Hause erzogen und kam 1728 auf die Universität Halle. Dort wohnte er beim Geheimrat Böhmer. Er war ein begabter Student, und als der berühmte Jurist Nikolaus Hieronymus Gundling starb, hielt Hake aus dem Stand eine lateinische Trauerrede für ihn, die auch später gedruckt wurde. Bereits 1731 beendete er sein Studium und begann am 24. Juni 1732 seine Grand Tour durch Europa. nach seiner Rückkehr wurde er am 13. Dezember 1733 als Assessor extraordinarius am Hofgericht in Hannover angestellt und am 27. Februar 1734 auch in Celle examiert. Er machte ein sehr gutes Examen und wurde bereits am 5. März 1834 als Auditor in die Hofkanzlei berufen. Am 10. September 1735 wurde er nun Hofrat der Justizkanzlei. Allen seine Anstellungen waren bis zum 8. Oktober 1736 undotiert, sein erstes Gehalt betrug nun 720 Taler. Am 19. Juni 1739 (am 8. September 1839 eingeführt) wurde er zum Ober-Appellations-Rat in Celle ernannt und am 4. Mai 1740 zum Hofrichter am Hofgericht im Hannover. Er erhielt nur 1000 Taler jährlich. am 5. Juli 1754 wurde er Nachfolger von Johann Peter Tappen als Konsistorialpräsident, was 300 Taler mehr Gehalt ergab. Am 24. Dezember 1754 wurde von Georg II. zum Geheimen Rat ernannt. Sein Gehalt betrug nun 3635 Taler. Der König verfügte das nach seinem Tod – dieser erfolgte am 25. Oktober 1760 – 10.000 Taler in Gold für treue Dienste an Hake auszuzahlen sein. Dieser kauft für das Geld ein silbernes Tafelservice.
Nach dem Siebenjährigen Krieg war er als Minister und Geheimrat Nachfolger von Gerlach Adolph von Münchhausen. Am 7. Dezember 1770 wurde er Premier-Minister und Groß-Voigt, starb aber bald darauf im 63. Lebensjahr.
Von ihm hat sich ein reliefgeschmücktes Epitaph erhalten, das sich in der Kapelle des seit 1307 in Familienbesitz befindlichen Gutshofes in Ohr befindet.

## Familie
Er heiratete am 26. Februar 1741 Renate Sophie von Alvensleben (* 30. August 1720; † 10. Juni 1798), einer Tochter des Ministers Rudolf Anton von Alvensleben. Das Paar hatte mehrere Kinder, darunter:
- Sophie Eleonore Dorothea (* 26. November 1741; † 6. Februar 1793), an Folgen eines Wagenunfalls
- Hedwig Caroline (* 30. Januar 1743; † 7. März 1777)
- Florine Frederike (* 12. Januar 1744; † 3. Oktober 1813)
- Christian Ludewig (1745–1818), Staatsminister, Oberhofbau- und Gartendirektor in Herrenhausen ⚭ Wilhelmine von Wallmoden
- Adolph Christian (1747–1825), General der Infanterie ⚭ Amalie Ernestine von Kipen († 17. April 1825)
- Ernst Franz Karl (* 10. April 1751; † 6. April 1813), Landdrost von Ratzeburg
- Anna Louise Charlotte (* 8. Juli 1753; † 29. April 1754), starb an Blattern
- Juliane Christian Luise (* 23. Juli 1757; † 26. Januar 1767), starb an Blattern